# Gnathonemus barbatus
Gnathonemus barbatus és una espècie de peix africà del gènere Gnathonemus en la família Mormyridae. És nativa d'Angola i està present en diverses conques hidrogràfiques d'Àfrica, com el riu Kasai i la conca del Congo.

## Morfologia
D'acord amb la seva morfologia, es pot agrupar dins del grup de «peixos elefant», junt amb el Campylomormyrus i el Mormyrus, que posseeixen una extensió particularment prominent en la boca i per això popularment se'ls anomena «peixos de nas d'elefant»; aquesta extensió usualment consisteix en un allargament carnós flexible unit a la mandíbula inferior i que està equipada amb sensors de tacte i probablement de gust.
Pot aconseguir una grandària aproximada de 158 mm.

## Estat de conservació
D'acord amb la UICN presenta «Dades insuficients (DD)».